# Phenacoccus ferulae
Phenacoccus ferulae är en insektsart som beskrevs av Borchsenius 1949. Phenacoccus ferulae ingår i släktet Phenacoccus och familjen ullsköldlöss. Inga underarter finns listade i Catalogue of Life.